# Династія Вангчуків
Монархія в Бутані була заснована 1907 року, об'єднавши країну під контролем династії Вангчук, традиційних губернаторів (пенлопів) району Тонгса. Король Бутану формально іменується Друк Г'ялпо (Druk Gyalpo, «Король-дракон»).

## Представники роду
- Джігме Намг'ял (1825–1881) — вважається засновником династії, Друк Десі у період з 1870 до 1881 року.
- Уг'єн Вангчук (1861–1926) «Перший Король» (17 грудня 1907 — 21 серпня 1926) — встановив 1907 року нову династію, що править донині. Перший Король у минулому брав участь у спільних з англійцями операціях, зокрема у поході на Тибет 1904 року, отримав титул сера й нагороди англійської корони. 1910 року Перший Король уклав з Англією мир, в якому визнав сюзеренні відносини в обмін на повну автономію та невтручання Англії до внутрішніх справ Бутану. З того часу розпочався період ізоляції Бутану.
- Джігме Вангчук (1902/1906—1952) «Другий Король» (21 серпня1926 — 24 березня 1952). За часів його правління Бутан продовжував перебувати практично в повній ізоляції від зовнішнього світу, обмежуючись досить бідними відносинами з Британією, а після здобуття Індією незалежності 1949 — з Індією.
- Джігме Дорджі Вангчук (1929–1972) «Третій Король» (24 березня 1952 — 24 липня 1972)
- Джігме Сінг'є Вангчук (1955) «Четвертий Король» (24 липня 1972 — 14 грудня 2006)
- Джігме Кхесар Намг'ял Вангчук (1980) «П'ятий Король» (14 грудня 2006 — дотепер)

2007 року Бутан відзначив сторіччя перебування Династії Вангчук на королівському престолі.